# 罗麦乡
罗麦乡（藏語：གླང་སྨད་），是中华人民共和国西藏自治区昌都市贡觉县下辖的一个乡镇级行政单位。

## 行政区划
罗麦乡下辖以下地区：
罗麦村、龙旺村、列特村、古巴村、色扎村和从昌村。